# Közönséges lepkeszúnyog
A közönséges lepkeszúnyog (Psychoda alternata) a rovarok (Insecta) osztályába, kétszárnyúak (Diptera) rendjébe és lepkeszúnyogfélék (Psychodidae) családjába tartozó faj. Közismert rovar, az emberek környezetében gyakorta előfordul. Rokonságban áll a trópusi kórokozót terjesztő, vérszívó lepkeszúnyogokkal, de e fajnak nincs egészségügyi jelentősége.

## Elterjedése
A faj az ember környezetében világszerte előfordul, erősen kozmopolita. Magyarországon nagyon gyakori, tömegesen jelentkező faj.

## Megjelenése
Apró termetű, 2-2,5 milliméter nagyságú rovar, a szárny hossza 2-3 milliméter. Teste erősen szőrözött, a szárny szőrözöttsége csak az erekre korlátozódik, a szárnylemezek csupaszok. A szárny ereinek végződésénél fekete szőrpamacs található.